# Beziehungszahl
Beziehungszahlen gehören in der Statistik zu den Kennzahlen und setzen artverschiedene Größen, die in einem sachlich sinnvollen Zusammenhang stehen, miteinander ins Verhältnis.

## Allgemeines
Zu den Kennzahlen gehören Verhältniszahlen, die wiederum in Gliederungszahlen, Beziehungszahlen und Messzahlen unterteilt werden. Beziehungszahlen sind stets umkehrbar und haben immer eine Dimension. Während Gliederungszahlen durch den Quotienten aus der gleichen statistischen Masse gebildet werden, handelt es sich bei Beziehungszahlen um Verhältniszahlen, die durch Gegenüberstellung zweier artverschiedener statistischer Massen entstehen. Die Artverschiedenheit ist zulässig, wenn zwischen beiden Massen ein inhaltlicher Zusammenhang – also eine Beziehung – besteht. Auf diese Weise können auch Bestandsgrößen und Stromgrößen miteinander in Beziehung gesetzt werden.

## Arten
Man unterscheidet allgemein zwischen Verursachungszahlen und Entsprechungszahlen.
Verursachungszahlen beziehen eine Stromgröße auf eine Bestandsgröße:
{\displaystyle {\text{Geburtenziffer}}={\frac {\text{Lebendgeburten}}{\text{Einwohnerzahl}}}\,}.
Bei der Geburtenziffer ist die Zahl der Lebendgeburten die Stromgröße, die Einwohnerzahl die Bestandsgröße.
Entsprechungszahlen sind alle übrigen Beziehungszahlen wie etwa die Bevölkerungsdichte:
{\displaystyle {\text{Bevölkerungsdichte}}={\frac {\text{Einwohnerzahl}}{\text{Staatsfläche}}}\,}.
Die Bevölkerungsdichte sagt etwas über die Einwohnerzahl aus, die über ein bestimmtes Staatsgebiet verteilt ist. Sie setzt sich ausschließlich aus Bestandsgrößen zusammen. Da Beziehungszahlen stets umkehrbar sind, ist beispielsweise der reziproke Wert der Bevölkerungsdichte die Arealitätsziffer.
In der statistischen Methodenlehre kennt man darüber hinaus die Rate und die Dichtezahl. Die Rate ist eine statistische Verhältniszahl, bei der die Häufigkeit eines Ereignisses in einem bestimmten Zeitraum auf die durchschnittliche Anzahl der statistischen Einheiten bezogen wird, die während des Zeitraumes dem Risiko des Ereignisses ausgesetzt waren. Die Dichtezahl ist eine statistische Verhältniszahl, bei der die Umfänge zweier sachlogisch unterschiedlicher, aber zeitlich und räumlich gleichartiger statistischer Gesamtheiten zum Zwecke eines statistischen Vergleichs gegenübergestellt werden.

## Bedeutung
In der Wirtschaftsstatistik bildet man Reihen von Beziehungszahlen häufig zum Zwecke eines zeitlichen oder räumlichen Vergleichs. Da ihre Kenngrößen allgemein eine unterschiedliche Maßeinheit besitzen, sind Beziehungszahlen im Regelfall nicht dimensionslos. Ihre Bedeutung hat über die Analyse volkswirtschaftlicher (volkswirtschaftliche Kennzahlen) oder betriebswirtschaftlicher (Bilanzanalyse, betriebswirtschaftliche Kennzahlen) Vorgänge hinaus in der Öffentlichkeit stark zugenommen (etwa Exportquote, Pro-Kopf-Einkommen, Pro-Kopf-Verbrauch).